# 3233 Krišbarons
3233 Krišbarons è un asteroide della fascia principale. Scoperto nel 1977, presenta un'orbita caratterizzata da un semiasse maggiore pari a 2,2261460 UA e da un'eccentricità di 0,1035335, inclinata di 3,60465° rispetto all'eclittica.